# Onthophagus volucer
Onthophagus volucer är en skalbaggsart som beskrevs av Vladimir Balthasar 1959. Onthophagus volucer ingår i släktet Onthophagus och familjen bladhorningar. Inga underarter finns listade i Catalogue of Life.